# Tibor Sládkovič
Tibor Sládkovič (8. září 1928 Veľký Kýr – 4. prosince 1973 Šurany) byl slovenský hudební skladatel a pedagog.

## Život
Studoval skladbu na bratislavské konzervatoři u Alexandra Moyzese. Konzervatoř absolvoval v roce 1952 a ve studiu pokračoval na Vysoké škole múzických umění v Bratislavě. V roce 1958 byla založena Základní umělecká škola v Šuranech a Tibor Sládkovič se stal jejím prvním ředitelem. V této funkci setrval až do své smrti v roce 1973. Z malých amatérských skupin sestavil taneční orchestr, který dosáhl značné popularity.

## Dílo
Komponoval taneční skladby pro svůj orchestr, příležitostné písně a sbory. Ze skladeb vážné hudby jsou zmiňovány:
- Mierová žatva. Kantáta pro smíšený sbor a orchestr
- Sväzácka suita pre sólo, sbor a orchestr
- 10 variací pre klavír.